# Alacran
Pour l’article homonyme, voir Arrecife Alacrán.
Genre
Alacran est un genre de scorpions de la famille des Typhlochactidae.

## Distribution
Les espèces de ce genre sont endémiques du Mexique.  Elles se rencontrent dans des grottes en Oaxaca et au Puebla.

## Liste des espèces
Selon The Scorpion Files (19/08/2020) :
- Alacran chamuco Francke, 2009
- Alacran tartarus Francke, 1982
- Alacran triquimera Santibáñez-López, Francke & Prendini, 2014

## Publication originale
- Francke, 1982 : « Studies of the scorpion subfamilies Superstitioninae and Typhlochactinae, with description of a new genus (Scorpiones, Chactoidea). » Bulletin of the Texas Memorial Museum, no 28, p. 51-61.